# Mistrzostwa Polski w piłce nożnej (1946)
Mistrzostwa Polski w piłce nożnej (1946) – 20. edycja (18. zakończona) mistrzostw Polski w piłce nożnej. Pierwsze mistrzostwa po II wojnie światowej. Rozegrane systemem nieligowym.
| Poziomy rozgrywkowe w sezonie 1946 | Poziomy rozgrywkowe w sezonie 1946 | Poziomy rozgrywkowe w sezonie 1946 |
| Rozgrywki                          | P                                  | Nazwa                              |
| ---------------------------------- | ---------------------------------- | ---------------------------------- |
| Centralne                          | I                                  | Mistrzostwa Polski                 |
| Okręgowe (20 okręgów)              | II                                 | Mistrzostwa Okręgów                |

W rozgrywkach brali udział mistrzowie 18 okręgów, ponieważ Motor Białystok, z powodu zbyt późnego zakończenia rozgrywek w swoim okręgu (8 grudnia 1946) oraz RKS Szombierki, decyzją administracyjną nie wystąpili w tych mistrzostwach.
Tytułu bronił Ruch Chorzów. Mistrzostwo zdobyła Polonia Warszawa.

## 1/16 finału
25 sierpnia 1946:
| Drużyna 1                      | Wynik                  | Drużyna 2                               |
| ------------------------------ | ---------------------- | --------------------------------------- |
| Ognisko Siedlce Mistrz Siedlec | 7:0                    | KKS Olsztyn Mistrz Mazur                |
| Burza Wrocław Mistrz Wrocławia | 1:2 (1:1, 1:1) (dogr.) | PKS Szczecin Mistrz Pomorza Zachodniego |

## 1/8 finału
1 września 1946:
| Drużyna 1                     | Wynik | Drużyna 2                       |
| ----------------------------- | ----- | ------------------------------- |
| AKS Chorzów Mistrz Śląska     | 5:3   | Pomorzanin Toruń Mistrz Pomorza |
| RKU Sosnowiec Mistrz Zagłębia | 6:2   | Gedania Gdańsk Mistrz Gdańska   |
| Radomiak Radom Mistrz Radomia | 5:0   | KS Lublinianka Mistrz Lublina   |

8 września 1946:
| Drużyna 1                           | Wynik      | Drużyna 2                     |
| ----------------------------------- | ---------- | ----------------------------- |
| Warta Poznań Mistrz Poznania        | 10:2 (2:1) | PKS Szczecin                  |
| Skra Częstochowa Mistrz Częstochowy | 3:5 (3:2)  | Tęcza Kielce Mistrz Kielec    |
| Polonia Warszawa Mistrz Warszawy    | 5:0 (1:0)  | Ognisko Siedlce               |
| ŁKS Łódź Mistrz Łodzi               | 8:1 (5:1)  | Orzeł Gorlice Mistrz Rzeszowa |

15 września 1946:
| Drużyna 1                   | Wynik | Drużyna 2                        |
| --------------------------- | ----- | -------------------------------- |
| Wisła Kraków Mistrz Krakowa | 4:0   | Czuwaj Przemyśl Mistrz Przemyśla |

## Ćwierćfinały
29 września 1946:
| Drużyna 1    | Wynik | Drużyna 2        |
| ------------ | ----- | ---------------- |
| Tęcza Kielce | 1:3   | Warta Poznań     |
| Wisła Kraków | 2:3   | Polonia Warszawa |
| ŁKS Łódź     | 3:1   | Radomiak Radom   |
| AKS Chorzów  | 4:0   | RKU Sosnowiec    |

## Finał
Mecze finałowe rozegrano systemem „ligowym” (każdy z każdym, mecz i rewanż) w terminach: 6, 13, 20, 27 października, 3, 10 listopada.

### Wyniki
|                  | Polonia | Warta | AKS | ŁKS |
| ---------------- | ------- | ----- | --- | --- |
| Polonia Warszawa |         | 2:2   | 3:2 | 6:3 |
| Warta Poznań     | 2:1     |       | 2:2 | 6:2 |
| AKS Chorzów      | 0:1     | 6:1   |     | 5:0 |
| ŁKS Łódź         | 3:5     | 4:3   | 4:2 |     |

### Tabela
| Lp. | Nazwa klubu      | Mecze | Punkty | Bramki | Z-R-P | Uwagi         |
| 1   | Polonia Warszawa | 6     | 9      | 18-12  | 4-1-1 | Mistrz Polski |
| 2   | Warta Poznań     | 6     | 6      | 16-17  | 2-2-2 |               |
| 3   | AKS Chorzów      | 6     | 5      | 17-11  | 2-1-3 |               |
| 4   | ŁKS Łódź         | 6     | 4      | 16-27  | 2-0-4 |               |

### Najlepsi strzelcy fazy finałowej
| Gole | Strzelcy         | Drużyny          |
| ---- | ---------------- | ---------------- |
| 8    | Henryk Spodzieja | AKS Chorzów      |
| 7    | Jerzy Szularz    | Polonia Warszawa |
| 7    | Tadeusz Świcarz  | Polonia Warszawa |

Wg 

## Klasyfikacja medalowa po mistrzostwach
Tabela obejmuje wyłącznie zespoły mistrzowskie.
|    | Klub             |   |   |   |
| -- | ---------------- | - | - | - |
| 1. | Ruch Chorzów     | 5 | 0 | 1 |
| 2. | Pogoń Lwów       | 4 | 3 | 0 |
| 3. | Cracovia         | 4 | 1 | 1 |
| 4. | Wisła Kraków     | 2 | 4 | 5 |
| 5. | Warta Poznań     | 1 | 5 | 7 |
| 6. | Polonia Warszawa | 1 | 2 | 1 |
| 7. | Garbarnia Kraków | 1 | 1 | 0 |